# Nyle DiMarco
Nyle DiMarco, nato Nyle Thompson (Queens, 8 maggio 1989), è un modello, attivista e attore statunitense, membro della comunità sorda, che ha partecipato e vinto la 22ª edizione di America's Next Top Model e la 22ª edizione di Dancing with the Stars.

## Biografia
Nasce nel Queens, distretto di New York, dai genitori sordi Neal Thompson Sr. e Donna DiMarco, di origine italiana. Cresce a Frederick nel Maryland dove studia alla Maryland School for the Deaf; in seguito si laurea alla Gallaudet University nel 2013 in matematica. Anch'egli sordo dalla nascita, parla la lingua dei segni americana, oltre a essere pratico di lettura di labiale e comunicazione non verbale.

## Carriera

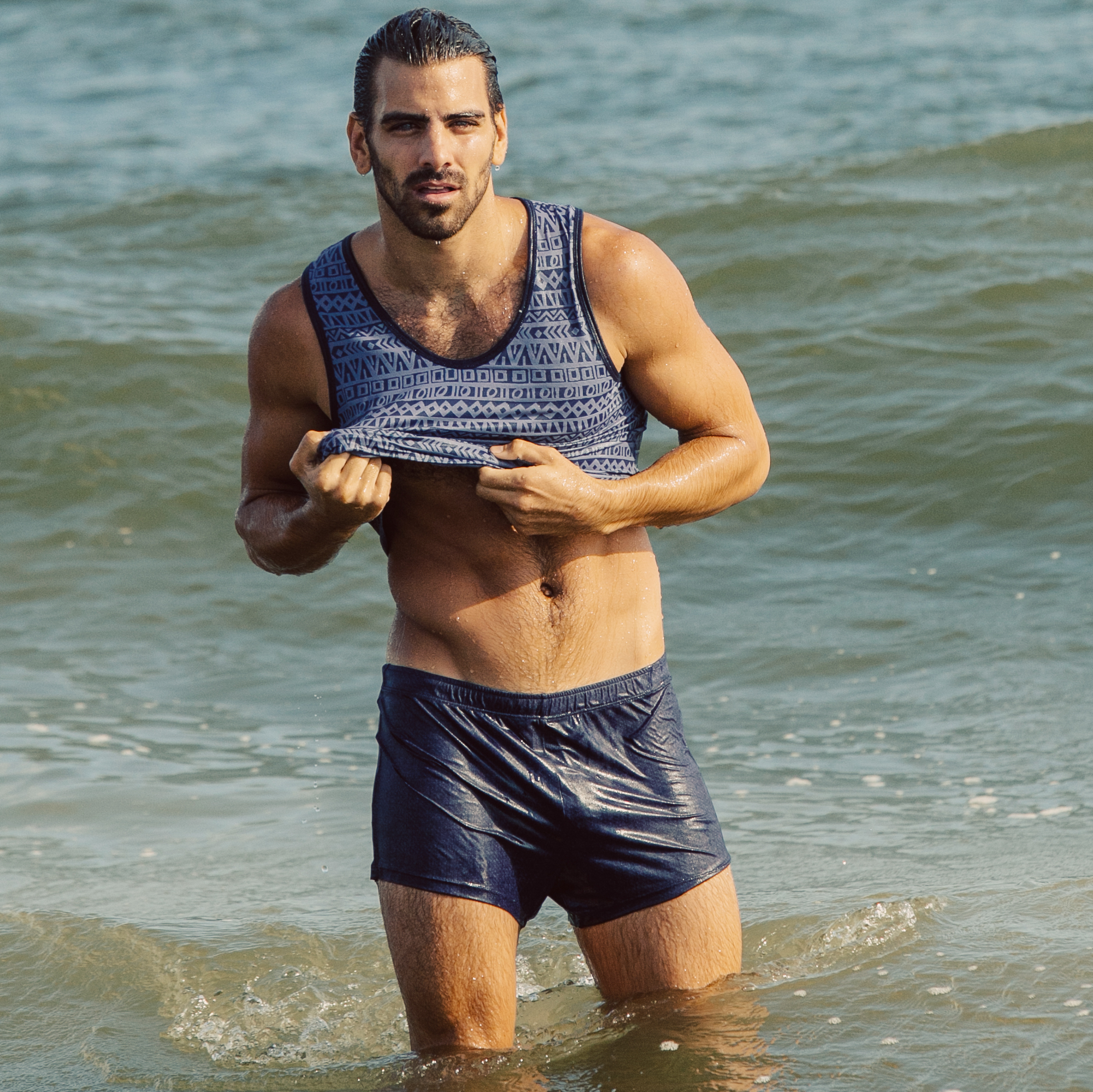
Nyle DiMarco fotografato da Tate J. Tullier

Nel 2013 prende parte nel film indipendente In the Can, girato con la lingua dei segni. Nel 2014 ottiene il ruolo ricorrente di Garrett Banducci nella serie televisiva Switched at Birth - Al posto tuo.
Facendo il modello freelance, viene contattato dai produttori di America's Next Top Model senza che sapessero fosse sordo. Vince l'edizione divenendo il primo concorrente sordo ad ottenere il primo premio. Poco dopo la vittoria firma con l'agenzia di moda Wilhelmina Models di New York.
L'8 marzo 2016 viene annunciato che DiMarco sarebbe stato una delle celebrità a competere nella 22ª stagione di Dancing with the Stars, edizione americana di Ballando con le stelle, appaiato con la ballerina professionista Peta Murgatroyd. È il secondo concorrente sordo a partecipare, dopo Marlee Matlin. Il 24 maggio viene incoronato, insieme alla partner, vincitore dell'edizione.
Nel 2016 appare in una sitcom del network Hulu, Difficult People.
Nel giugno 2016 appare nella sfilata di Giorgio Armani nella settimana della moda di Milano per la stagione primavera/estate 2017.

## Vita privata

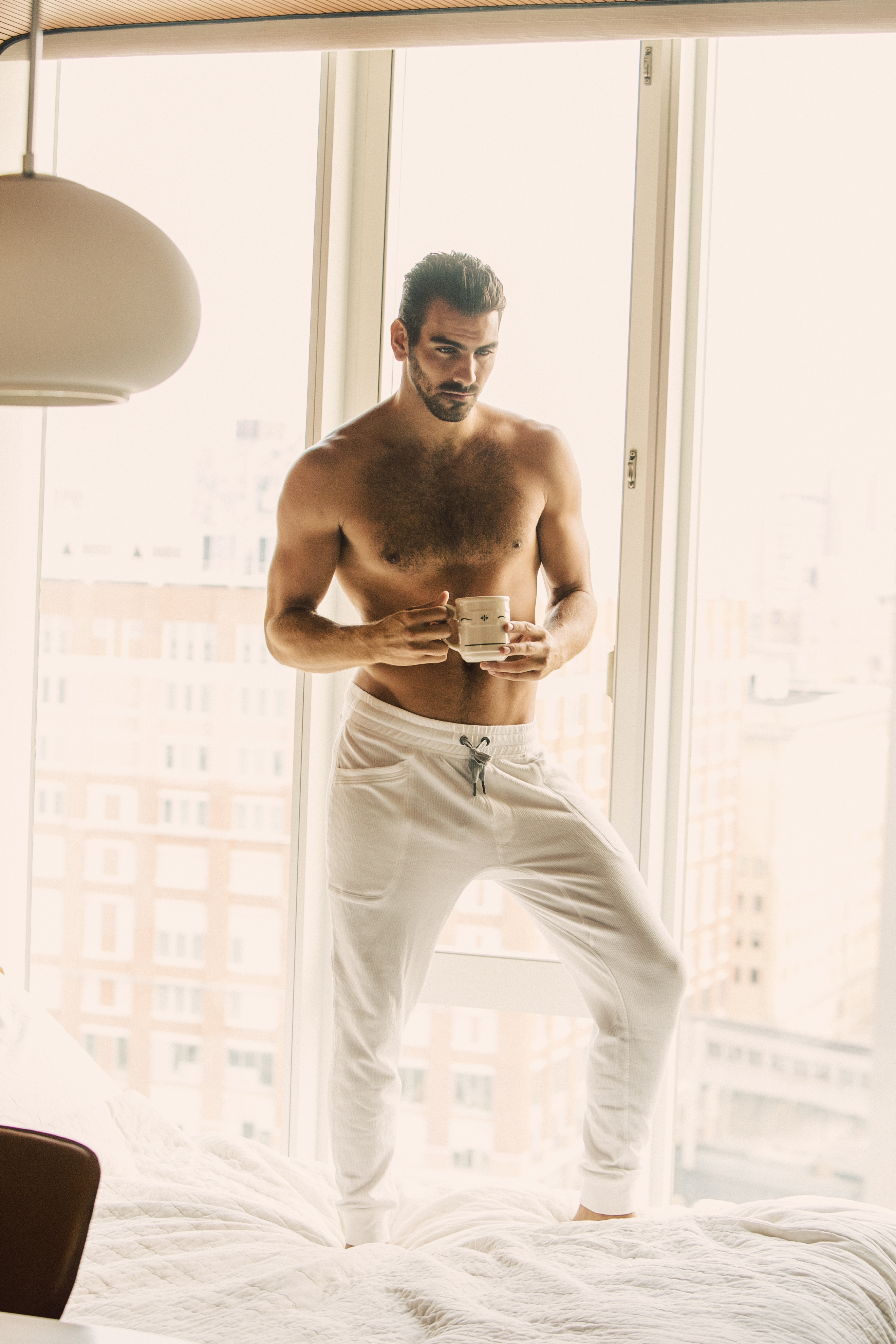
Nyle DiMarco fotografato da Tate J. Tullier

Nell'ottobre 2015, in un'intervista della rivista Out, sulla domanda a proposito della sua sessualità ha dichiarato di ritenersi "fluido".

## Attivismo
È socio dell'Associazione Nazionale per i Sordi degli Stati Uniti d'America, e collaboratore della società LEAD-K (Language Equality and Acquisition for Deaf Kids) che cura un'app in lingua dei segni americana.
Nel 2016 ha dato avvio alla Nyle DiMarco Foundation, un'organizzazione non-profit per procurare maggiore accessibilità e risorse ai bambini sordi e alle loro famiglie.

## Filmografia

### Televisione
- Switched at Birth - Al posto tuo – serie TV, episodi 3x18, 4x16, 4x18 (2014-2015)
- America's Next Top Model – talent show (2015)
- Difficult People – serie TV (2016)
- Dancing with the Stars – talent show (2016)
- Station 19 - serie TV, episodio 2x17 (2019)
- This Close - serie TV (2018-in corso)

### Videoclip
- Basically Over You (B.O.Y) di Alex Newell (2016)

### Regista
- Deaf President Now! (2025)